# Lulu da Rocinha
Luciano Barbosa da Silva, mais conhecido como Lulu da Rocinha (Rio de Janeiro, 21 de julho de 1977 – Rio de Janeiro, 9 de abril de 2004), foi um criminoso brasileiro do Rio de Janeiro, responsável pelo tráfico de drogas na favela da Rocinha, de 1995 a 2004. De perfil assistencialista e querido pela comunidade, despertava menos pavor na favela que seu sucessor, Dudu da Rocinha, que era conhecido por sua crueldade.
- Seu estilo “assistencialista” confundia os moradores: ao mesmo tempo que entregava drogas, também oferecia suporte econômico — característica que gerava menos medo comparado ao terror de outras facções 
  - Lulu morte de Lulu provocou uma paralisação na comunidade: comércio fechado, escolas suspensas e forte repressão policial
  - fonte:jornal nacional

## Família
Lulu da Rocinha pertencia a uma notória família de traficantes: ele era sobrinho de Denir Leandro da Silva (Dênis da Rocinha), o traficante que dominou a Favela da Rocinha por mais tempo que qualquer outro (20 anos) e irmão mais novo do traficante Cassiano Barbosa da Silva, que comandou a Rocinha até ser morto em confronto com a Polícia Militar em 14 de junho de 1988.

## Morte
Lulu acabaria traído por sua facção, o Comando Vermelho, que no dia 9 de abril de 2004, autorizou a invasão da favela por Dudu. A tentativa de invasão, deixou um rastro de mortes pela zona sul da cidade. Após dias de guerra, a polícia entrou na favela, sendo que dois dias após a ocupação da Rocinha, o traficante foi morto de forma suspeita pelo Batalhão de Operações Especiais (BOPE). Apesar dos jornais informarem no dia seguinte que houve troca de tiros entre o traficante e o BOPE, testemunhas oculares afirmam que Lulu e um amigo estavam desarmados e não houve troca de tiros. No corpo de Lulu havia marcas de facadas .

## Legado
Após a morte de Lulu, a quadrilha que dominava a Rocinha se dividiu, com alguns traficantes permanecendo fiéis ao Comando Vermelho e outros passando para o lado da facção Amigos dos Amigos. Após um período de disputas entre os dois grupos, marcado por traições e muitas mortes de grandes chefões locais, onde permaneceu na comunidade o medo de um possível retorno do traficante Dudu, o comando da favela foi parar nas mãos do terceiro na linha sucessória de Lulu, o traficante Bem-Te-Vi.